# Stanjevića Rupa
Stanjevića Rupa (en serbe cyrillique : Стањевића Рупа) est un village de l'est du Monténégro, dans la municipalité de Podgorica.

## Démographie

### Évolution historique de la population
| 1948 | 1953 | 1961 | 1971 | 1981 | 1991 | 2003 |
| ---- | ---- | ---- | ---- | ---- | ---- | ---- |
| 234  | 283  | 192  | 131  | 194  | 185  | 192  |